# 斉藤和枝
斉藤 和枝（さいとう かずえ、1969年7月23日 - ）は、日本の元女子プロレスラー。神奈川県横浜市出身。身長165cm、体重62kg、血液型O型。

## 来歴
プロ入り前はレスリングの選手として名門代々木クラブで全日本オープン3位などの実績を残し、プロデビュー後も大会に出場した。女王飯島（現姓・成国）晶子（後にエスオベーション）とは3度対戦していずれもフォール負け。
1989年12月7日、静岡・磐田市体育館において、対渡辺智子戦でデビュー。
1992年3月20日にプロレスを引退。その後フロント入りした。
ルックスも良く、あだ名が「たまごちゃん」と付けられて親しまれていた。

## 得意技
- ドロップキック